# 罗毅 (1962年4月)
罗毅（1962年4月—），贵州开阳人，布依族，中国共产党党员。中华人民共和国政治人物、第十三届全国人民代表大会贵州省代表。曾任黔南布依族苗族自治州人大常委会主任。

## 生平
2018年，罗毅被选为贵州省出席第十三届全国人民代表大会代表。